# 接待 (地名)
接待（せったい）は長野県小県郡長和町（旧・和田村）にある地名（長野県長和町和田接待）。

## 由来
江戸時代、中山道には69の宿場があった。このうち信濃には碓氷峠を越えて軽井沢宿から入国し、木曽の馬籠宿から美濃に出る。このあいだには26宿あり、幕府は平均2里に一宿おいた。ところが、和田宿と下諏訪宿のあいだには5里以上の長い距離があった。加えて両宿のあいだには、和田峠という、非常に険しく、降雪量も多い街道一の難所だった。
1828年、和田宿の問屋、源右衛門ら8人が、江戸の道中奉行所に嘆願書を出した。そこには訳すと「和田峠が難所であることを聞いた江戸の呉服屋・加瀬屋與兵衛が、施行所をもうけたいと申し出ていたが、適当な場所を見つけたので設置許可を願いた」とあった。翌月には與兵衛本人からも嘆願書が出されている。それを訳すと「與兵衛は江戸で商売に成功し大金を持つようになったので、幕府に1000両貸すから、その毎年の利子100両で施行所を運営してほしい」というものだ。
当時、街道の宿は、幕府の直轄下だった為、正規の宿場以外は禁じられていたが、宿と宿の距離が長い難所などでは、このような施設がおかれていた。この事からこの辺りは「接待」と呼ばれるようになった。1851年には山崩れで流失したが翌年には再建され1870年まで存続した。